# Margiris
Margiris o Margis (... – 25 febbraio 1336) è stato un principe lituano della Samogizia medievale menzionato dallo storico tedesco Caspar Schütz (1540-1594), ripreso dall'araldo Wigand di Marburgo vissuto nel XII secolo come eroico difensore della fortezza di Pilėnai nel 1336.
Non in grado di difendere la fortezza dagli attacchi dell'ordine teutonico, Margiris e altri difensori decisero di suicidarsi tutti, incendiare il castello e non lasciare così alcun bottino al nemico. Questo episodio della crociata lituana è stato reso popolare durante il periodo del risveglio nazionale, contribuendo a rendere la figura di Margiris alla stregua di un eroe nazionale della Lituania.

## Biografia

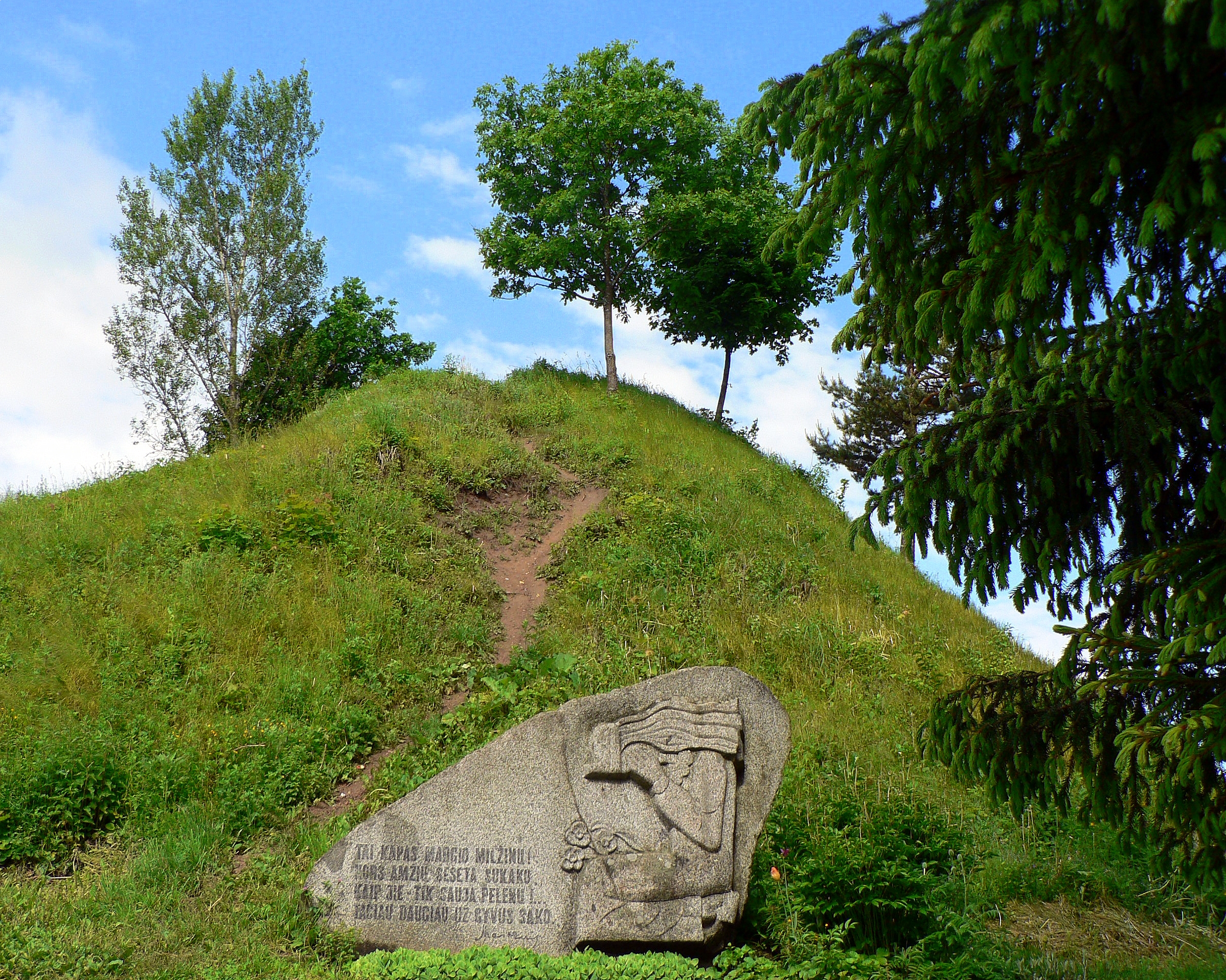
Collina di Margiris presso Punia (distretto di Alytus), ritenuta secondo la tradizione l'ubicazione del castello di Pilėnai

Si sa relativamente poco della vita di Margiris. Nelle fonti scritte più affidabili il suo nome è menzionato solo in due occasioni, nel 1329 come Margalis dal cronista belga Jean d'Outremeuse in Ly myreur des histors e come Marger nel 1336 da Caspar Schütz nella Historia Rerum Prussicarum.
All'inizio del 1329, Giovanni di Lussemburgo, re di Boemia, si unì alla crociata teutonica contro la Lituania ed espugnò Medvėgalis. Durante la campagna, Giovanni fu sfidato a duello dal lituano e questo episodio è brevemente menzionato in diverse cronache coeve, tra cui quelle di Francesco di Praga e Pietro di Zittau, ma descritto nel dettaglio solo da Jean d'Outremeuse. Quando le regole del duello furono infrante, Margiris dovette pagare un riscatto, consegnando delle monete coniate da Ludovico il Bavaro, imperatore del Sacro Romano Impero le quali furono probabilmente rubate durante la razzia lituana del 1326 di Brandeburgo. Il cronista d'Outremeuse riferisce inoltre in un trafiletto che il figlio di Margiris si recò in Francia e lì sposò una contessa di Clermont. Sulla base di queste informazioni, lo storico lituano Alvydas Nikžentaitis ha ipotizzato che Margiris rivestisse un ruolo notevole nella società lituana, altrimenti il re di Boemia non lo avrebbe considerato alla pari e avrebbe rifiutato il duello, impedendo in quel modo a Margiris di ottenere una quota del bottino di guerra. Nikžentaitis ha proseguito la sua ricostruzione asserendo che Margiris avrebbe potuto essere figlio di Butvydas e fratello di Gediminas, granduca di Lituania. Tuttavia, altri storici hanno rigettato tale ricostruzione: il lavoro di d'Outremeuse, a loro giudizio, assomiglia più a un'opera letteraria che a una cronaca storicamente accurata e per questo hanno espresso dubbi sulla possibilità di considerare Margalis e Margiris la stessa persona.

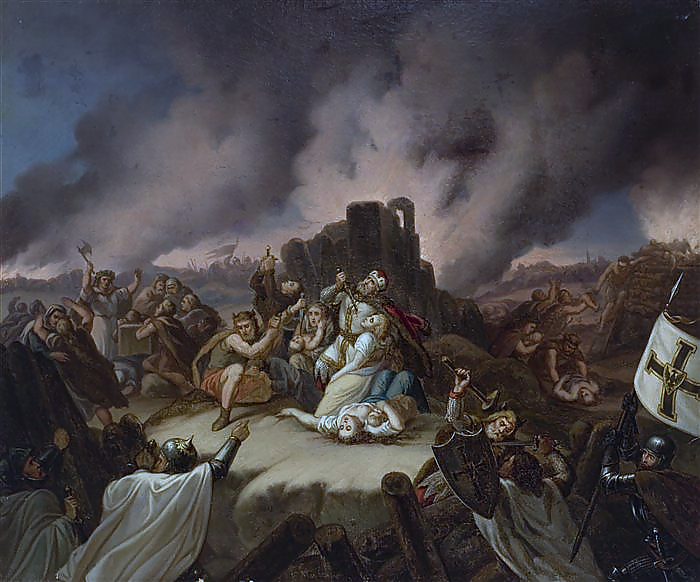
Il duca Margiris difende Pilėnai dall'ordine teutonico in un'opera di Władysław Majeranowski (1817–1874)

Nel febbraio 1336, l'ordine teutonico diede il via a un'altra grande campagna in Lituania. Al loro fianco si era unito Ludovico V di Baviera, i conti Henneberg e della contea di Namur e altri nobili francesi e austriaci. In totale, secondo Wigand di Marburgo, avevano deciso di unirsi alla spedizione 200 nobili. Un'altra cronaca tedesca, nota come Der Chronist von Wolfenbüttel, parlava di un totale di 6.000 soldati, direttisi tra le varie operazioni verso la fortezza di Pilėnai, la cui esatta posizione è ignota: secondo Wigand di Marburgo, la fortezza ospitava 4.000 persone e i tentativi messi in atto dagli occupanti di arrestare i tedeschi risultarono infruttuosi. Esaurita ogni altra opzione disponibile, i difensori decisero di bruciare le loro proprietà e suicidarsi tutti piuttosto che consegnarsi ai nemici. Wigand descriveva un duca lituano - il cui nome non è riportato nella traduzione latina sopravvissuta della cronaca - che invece continuò a resistere ancora per quanto possibile prima di uccidersi assieme a sua moglie e alle sue guardie più leali. Caspar Schütz, riprendendo il testo originale di Wigund, ha ricostruito la battaglia conferendole dettagli in tono più drammatico ed eroico. Schütz indicava il nome del duca come Marger o Margiris e raccontava anch'egli del suo suicidio. Margiris e il suo esempio di estremo sacrificio vennero trasmessi negli anni successivi, ispirando altre opere, tra cui il poema epico polacco Margier di Władysław Syrokomla nel 1855, e divenne popolare in Lituania durante il periodo del risveglio nazionale.